# Barretaine
 (mai 2010).
Si vous disposez d'ouvrages ou d'articles de référence ou si vous connaissez des sites web de qualité traitant du thème abordé ici, merci de compléter l'article en donnant les références utiles à sa vérifiabilité et en les liant à la section « Notes et références ».
Barretaine est une commune française située dans le département du Jura, dans la région culturelle et historique de Franche-Comté et la région administrative Bourgogne-Franche-Comté.

## Géographie
Le village de Barretaine se situe sur le rebord du premier plateau jurassien à 585 m d'altitude. Outre son centre, le village possède deux hameaux : Champvaux et le Ressart.

### Climat
Pour des articles plus généraux, voir Climat de la Bourgogne-Franche-Comté et Climat du département du Jura.
En 2010, le climat de la commune est de type climat de montagne, selon une étude du Centre national de la recherche scientifique s'appuyant sur une série de données couvrant la période 1971-2000. En 2020, Météo-France publie une typologie des climats de la France métropolitaine dans laquelle la commune est exposée à un climat semi-continental et est dans la région climatique  Jura, caractérisée par une forte pluviométrie en toutes saisons (1 000 à 1 500 mm/an), des hivers rigoureux et un ensoleillement médiocre. 
Pour la période 1971-2000, la température annuelle moyenne est de 9,5 °C, avec une amplitude thermique annuelle de 16,8 °C. Le cumul annuel moyen de précipitations est de 1 496 mm, avec 14 jours de précipitations en janvier et 9,6 jours en juillet. Pour la période 1991-2020, la température moyenne annuelle observée sur la station météorologique de Météo-France la plus proche, « Le Fied_sapc », sur la commune du Fied à 6 km à vol d'oiseau, est de 9,8 °C et le cumul annuel moyen de précipitations est de 1 434,5 mm. 
La température maximale relevée sur cette station est de 37,3 °C, atteinte le 19 juillet 2022 ; la température minimale est de −28,4 °C, atteinte le 20 décembre 2009,,. 
Les paramètres climatiques de la commune ont été estimés pour le milieu du siècle (2041-2070) selon différents scénarios d'émission de gaz à effet de serre à partir des nouvelles projections climatiques de référence DRIAS-2020. Ils sont consultables sur un site dédié publié par Météo-France en novembre 2022.

## Urbanisme

### Typologie
Au 1er janvier 2024, Barretaine est catégorisée commune rurale à habitat dispersé, selon la nouvelle grille communale de densité à sept niveaux définie par l'Insee en 2022.
Elle est située hors unité urbaine. Par ailleurs la commune fait partie de l'aire d'attraction de Poligny, dont elle est une commune de la couronne,. Cette aire, qui regroupe 22 communes, est catégorisée dans les aires de moins de 50 000 habitants,.

### Occupation des sols
L'occupation des sols de la commune, telle qu'elle ressort de la base de données européenne d’occupation biophysique des sols Corine Land Cover (CLC), est marquée par l'importance des territoires agricoles (78,3 % en 2018), en diminution par rapport à 1990 (81,7 %). La répartition détaillée en 2018 est la suivante : 
terres arables (62,9 %), forêts (18,3 %), prairies (8,7 %), zones agricoles hétérogènes (6,7 %), zones urbanisées (3,4 %). L'évolution de l’occupation des sols de la commune et de ses infrastructures peut être observée sur les différentes représentations cartographiques du territoire : la carte de Cassini (XVIIIe siècle), la carte d'état-major (1820-1866) et les cartes ou photos aériennes de l'IGN pour la période actuelle (1950 à aujourd'hui).

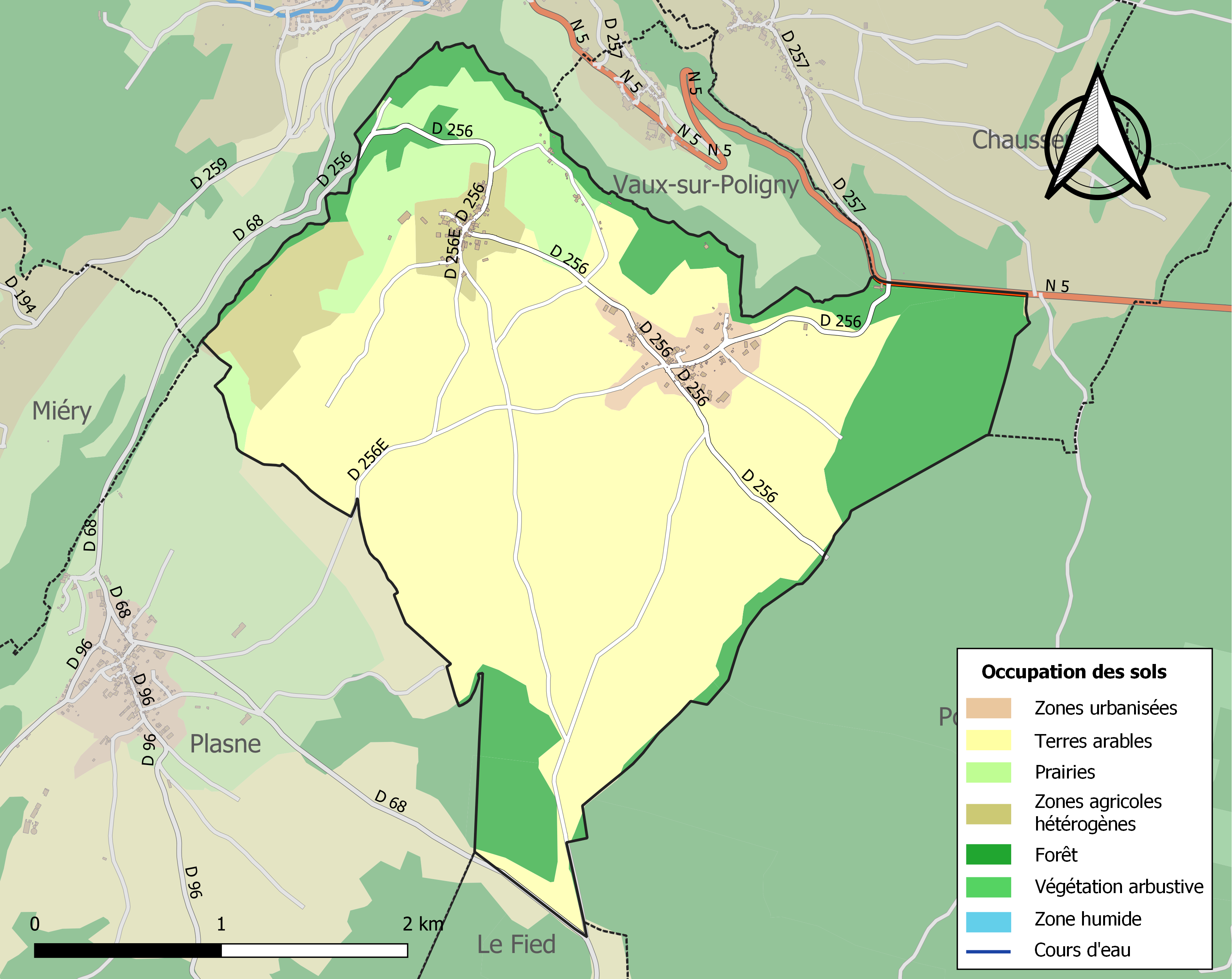
Carte des infrastructures et de l'occupation des sols de la commune en 2018 (CLC).

## Histoire
En 1790, il fut créé 3 communes distinctes : Barretaine, Champvaux, le Ressard (avec les villages du Petit Ressard et du Grand Ressard). Leur réunion s'imposa rapidement. En date du décret du 31 janvier 1806, la commune de Barretaine fusionne avec la petite commune du Ressart. En 1821, la même opération se produit avec la commune de Champvaux.

## Politique et administration
| Période      | Période   | Identité          | Étiquette | Qualité     |
| ------------ | --------- | ----------------- | --------- | ----------- |
| 1944         | mars 1955 | Fernand Reverchon |           |             |
| juillet 1955 | mars 1959 | Pierre Reverchon  |           |             |
| mars 1959    | mars 1983 | Pierre Bouveret   |           |             |
| mars 1983    | mars 2001 | Robert Dubrez     |           |             |
| mars 2001    | mars 2014 | André Lambert     |           |             |
| mars 2014    | 2020      | Hubert Delacroix  | DVD       | Agriculteur |
| 2020         | En cours  | Sandrine Tonnaire |           |             |

## Démographie
L'évolution du nombre d'habitants est connue à travers les recensements de la population effectués dans la commune depuis 1793. Pour les communes de moins de 10 000 habitants, une enquête de recensement portant sur toute la population est réalisée tous les cinq ans, les populations de référence des années intermédiaires étant quant à elles estimées par interpolation ou extrapolation. Pour la commune, le premier recensement exhaustif entrant dans le cadre du nouveau dispositif a été réalisé en 2007.

En 2022, la commune comptait 192 habitants, en évolution de +8,47 % par rapport à 2016 (Jura : −0,81 %, France hors Mayotte : +2,11 %).
| 1793 | 1800 | 1806 | 1821 | 1831 | 1836 | 1841 | 1846 | 1851 |
| ---- | ---- | ---- | ---- | ---- | ---- | ---- | ---- | ---- |
| 184  | 182  | 171  | 243  | 444  | 452  | 486  | 489  | 478  |

| 1856 | 1861 | 1866 | 1872 | 1876 | 1881 | 1886 | 1891 | 1896 |
| ---- | ---- | ---- | ---- | ---- | ---- | ---- | ---- | ---- |
| 453  | 442  | 414  | 379  | 383  | 352  | 364  | 324  | 313  |

| 1901 | 1906 | 1911 | 1921 | 1926 | 1931 | 1936 | 1946 | 1954 |
| ---- | ---- | ---- | ---- | ---- | ---- | ---- | ---- | ---- |
| 298  | 307  | 298  | 269  | 259  | 290  | 300  | 281  | 265  |

| 1962 | 1968 | 1975 | 1982 | 1990 | 1999 | 2006 | 2007 | 2012 |
| ---- | ---- | ---- | ---- | ---- | ---- | ---- | ---- | ---- |
| 245  | 215  | 215  | 200  | 199  | 199  | 198  | 198  | 184  |

| 2017 | 2022 | - | - | - | - | - | - | - |
| ---- | ---- | - | - | - | - | - | - | - |
| 178  | 192  | - | - | - | - | - | - | - |

## Économie
Traditionnellement l'agriculture est tournée vers l'élevage de vaches dont le lait est destiné à la fabrication du comté.

## Culture locale et patrimoine

### Lieux et monuments
- Église Saint-Savin.
- Croix du Dan (XIXe siècle), sise au Rocher du Dan.
- Belvédère du rocher du Dan.

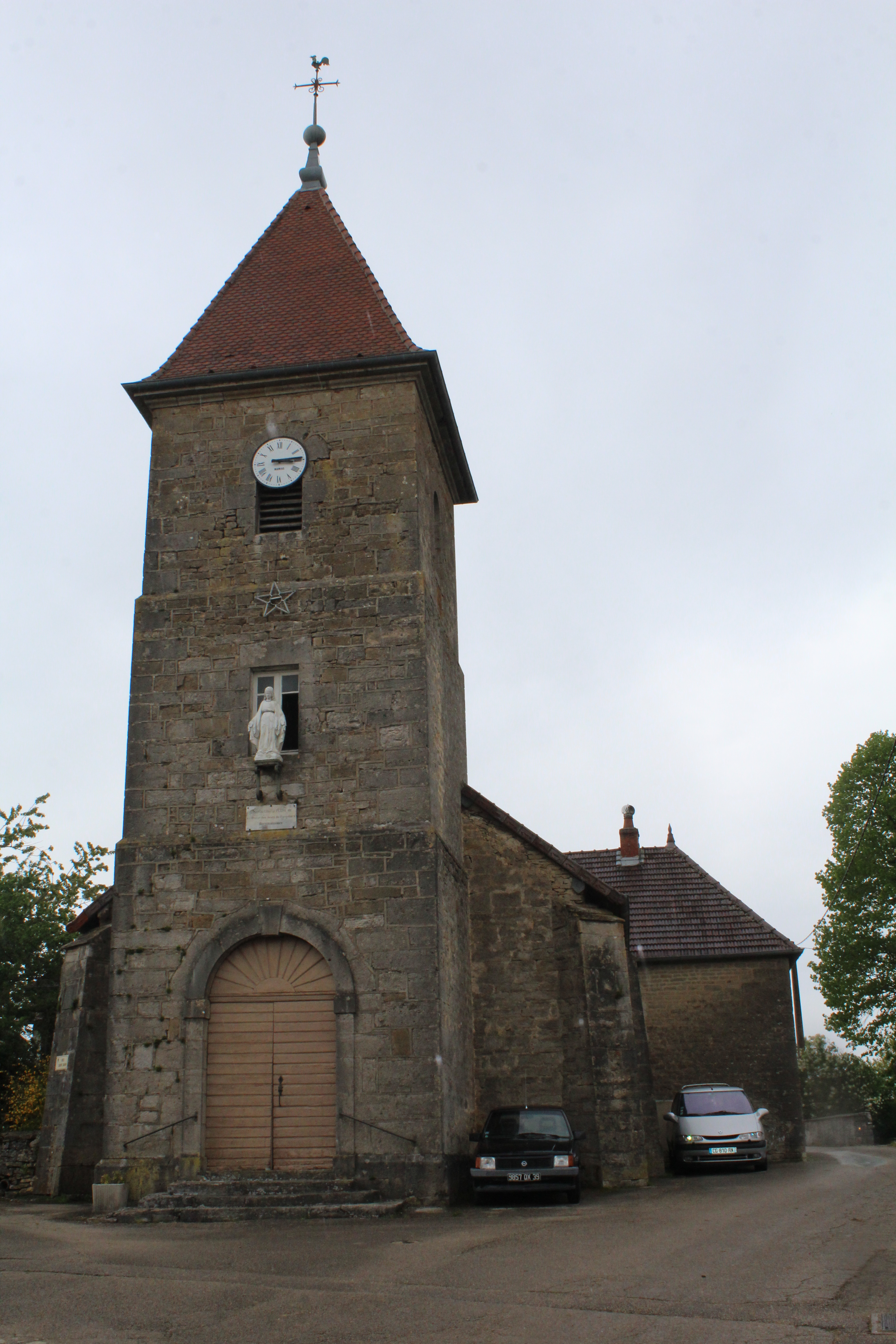
L'église Saint-Savin.
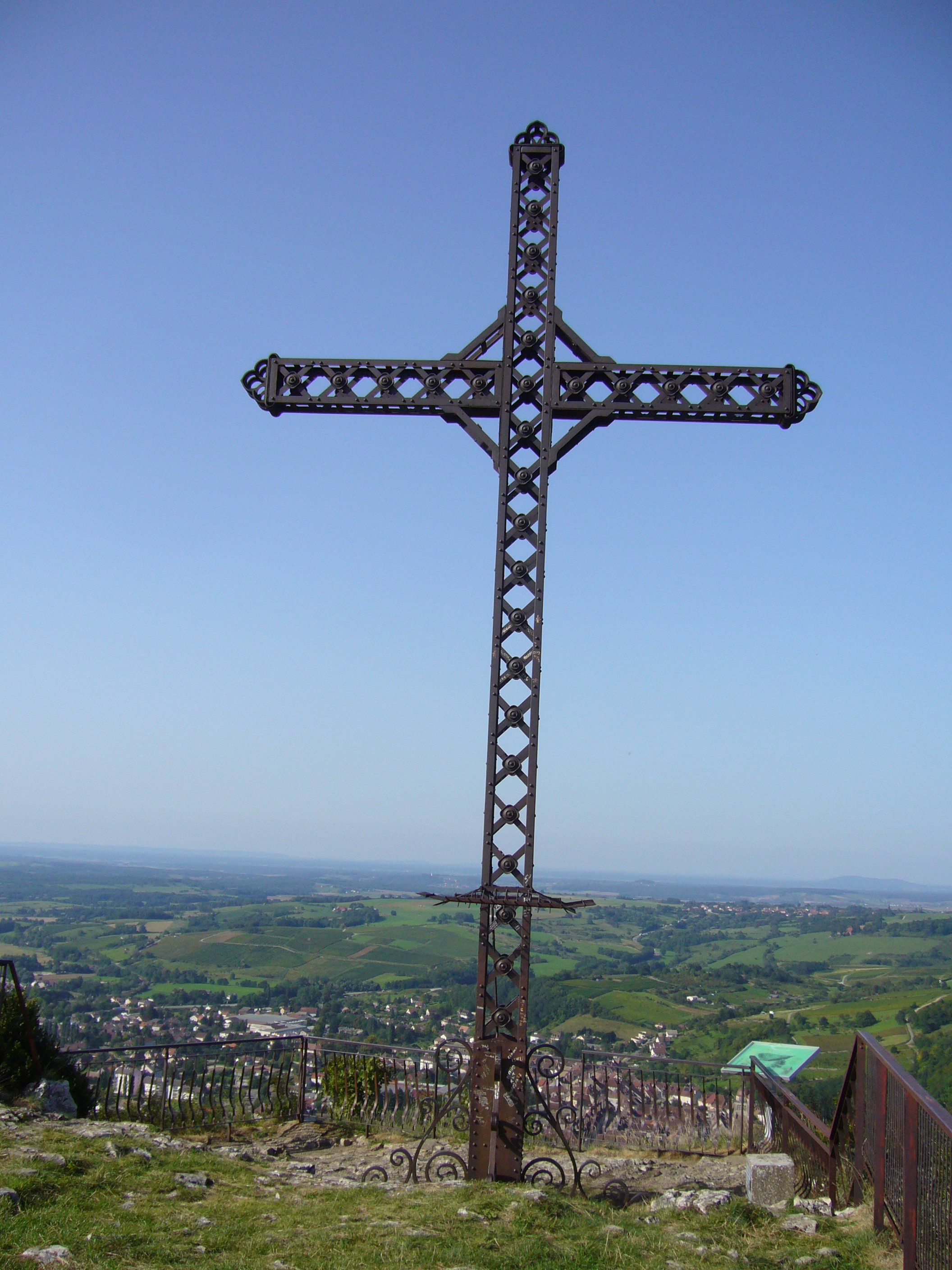
La croix du Dan.
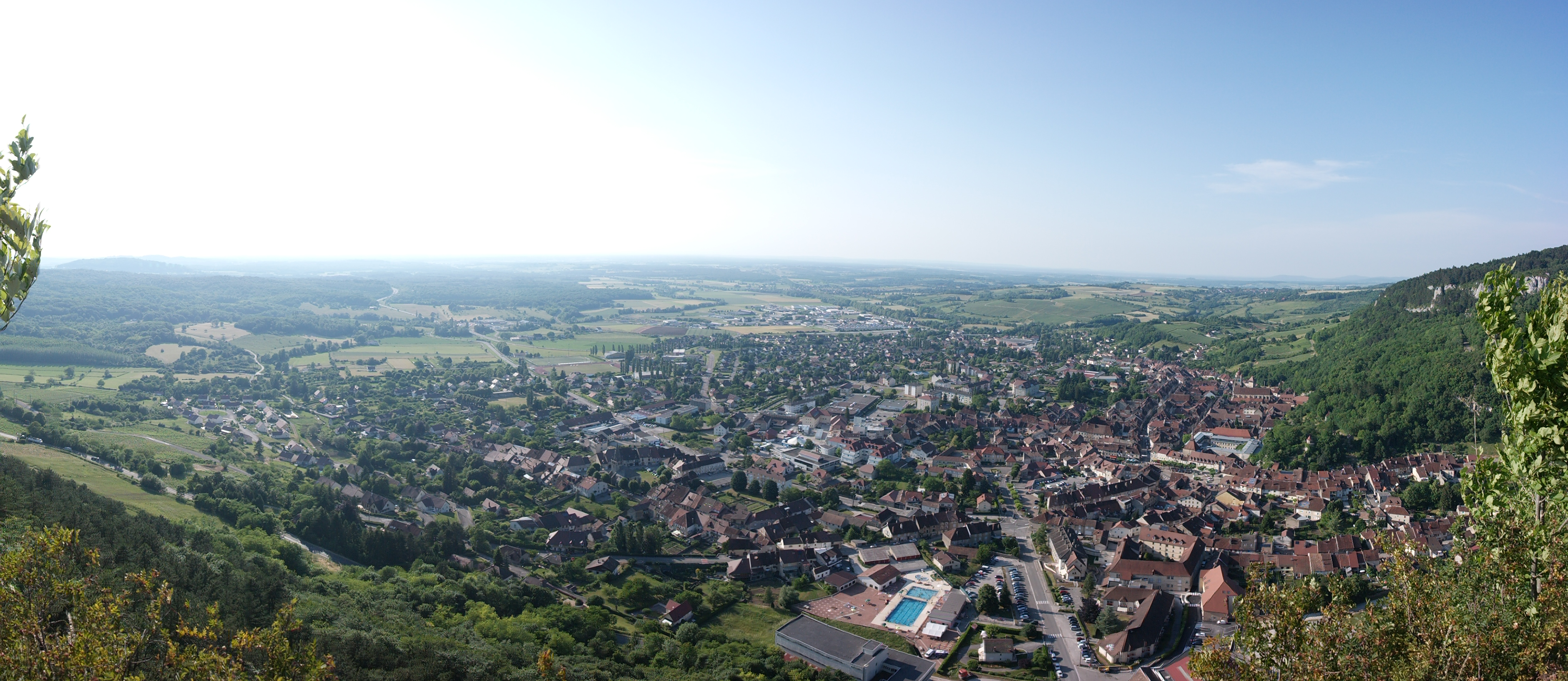
Vue panoramique depuis le rocher du Dan.

## Personnalités liées à la commune
Barretaine est la patrie de Jean Moutot, de l'ordre des frères prêcheurs du couvent de Poligny, docteur en théologie, inquisiteur général, estimé du pape Pie V et établi par lui prédicateur apostolique contre les hérésies de Luther et de Calvin par bref de l'an 1568.